# Simetria C
En física, la simetria C és la propietat que tenen certes teories de ser invariants respecte a una transformació de conjugació de càrrega, és a dir un canvi de partícules per antipartícules (equivalent a un canvi del signe de la càrrega elèctrica, hipercàrrega, nombres bariònics i leptònics de la partícula i, com a conseqüència un canvi del signe del seu moment magnètic).
Tres de les quatre forces fonamentals (electromagnetisme, gravetat i interacció forta) obeeixen la simetria C, però les interaccions febles la violen.

## Inversió de càrrega en electromagnetisme
Les lleis d'electromagnetisme (clàssiques com quàntiques) són invariants sota una transformació d'inversió de càrrega: Si una càrrega q és reemplaçada per una càrrega −q, invertint-se així les direccions dels seus camps elèctrics i magnètics, la dinàmica és conservada. En llenguatge de teoria de quàntica de camps, la conjugació de càrrega realitza les següents transformacions:
1. Fermió carregat: {\displaystyle \psi \rightarrow -i({\bar {\psi }}\gamma ^{0}\gamma ^{2})^{T}}
2. Antifermió carregat: {\displaystyle {\bar {\psi }}\rightarrow -i(\gamma ^{0}\gamma ^{2}\psi )^{T}}
3. Potencial vector: {\displaystyle A^{\mu }\rightarrow -A^{\mu }}

on {\displaystyle \gamma ^{0,2}} són les matrius gamma. Aquestes transformacions no alteren la quiralitat
de les partícules. Un neutrí esquerrà és transformat en un antineutrí esquerrà, el qual no
interacciona en el Model Estàndard. Aquesta propietat representa una "violació màxima" de la simetria-C en la interacció feble. (Alguns extensions teòriques del Model Estàndard, com els models esquerra-dreta, restauren aquesta simetria-C).

## Combinació de conjugació de càrrega i paritat
Fins als anys 60, hom creia que la simetria C combinada amb la inversió de paritat (simetria CP) era conservada per totes les interaccions. Tanmateix, violacions de la simetria CP van ser identificades en les interaccions febles (particularment en els kaons i mesons B). En el Model Estàndard, aquesta violació CP és generada per una fase de la matriu CKM. La combinació de la simetria CP amb la inversió temporal, resulta en una simetria CPT, que és universalment conservada (com pot ser demostrat utilitzant només els axiomes de Wightman).